# دوري توفالو لكرة القدم 2002
دوري توفالو لكرة القدم 2002 هو موسم من دوري توفالو لكرة القدم. فاز فيه F.C. Niutao ‏.